# Магнусов, Валерий Сергеевич
Валерий Сергеевич Магнусов (25 декабря 1924 — 7 января 2015) — инженер в области теории, исследования и разработки бортовых навигационных приборов, систем и комплексов для пилотируемых летательных аппаратов.

## Биография
Родился в городе Рузаевка (Мордовская АССР). Трудовую деятельность начал токарем на пензенском заводе им. М. В. Фрунзе (1941—1943).
В 1949 году окончил МВТУ им. Баумана — приборостроительный факультет по кафедре гироскопических приборов и систем управления. Был направлен на работу в Раменское приборостроительное конструкторское бюро (РПКБ), где занимался разработкой магнитных гирокомпасов. В 1966 году был назначен заместителем Главного конструктора, начальником одного из ведущих подразделений, созданного для разработки отечественных инерциальных навигационных систем для авиации. С 1976 года одновременно работал в должности Главного конструктора и заместителя руководителя, а с 1980 по 1991 год — руководителем КБ.
С 1993 года — заместитель генерального директора по научно-техническим и экономическим связям с зарубежными фирмами; с 1996 года — главный консультант с правами заместителя руководителя РПКБ.
Под его руководством и при непосредственном участии были разработаны три поколения авиационных приборов, систем и комплексов авионики; он автор 47 научных трудов и изобретений.
Умер 7 января 2015 года. В конце 2015 года в городе Раменское была открыта мемориальная доска В. С. Магнусову.

## Награды
- Орден «Знак Почёта» (1969)
- Орден Трудового Красного Знамени (1974)
- Государственная премия СССР (1975)
- Орден Октябрьской Революции (20.08.1981)
- Ленинская премия СССР (1983)

- Почётный авиастроитель
- Почётный гражданин Раменского района Московской области
- семь медалей